# Guillaume Zeller
Guillaume Zeller (Paris, 7 de outubro de 1976) é um escritor e jornalista francês.
Neto do general André Zeller, Guillaume foi diretor editorial da emissora CNews.

## Biografia
Guillaume nasceu na capital francesa, em 1976. Ele é neto de um dos generais envolvidos na tentativa fracassada de um golpe de estado para derrubar o presidente francês Charles De Gaulle e estabelecer uma junta militar anticomunista. Depois de se formar no ensino médio, Guillaume ingressou no Instituto Católico de Paris e depois no Instituto de Estudos Políticos de Paris, onde defendeu mestrado em história contemporânea.
Foi editor-chefe do canal D8 e editor-chefe do site Direct Matin. Foi indicado como editor-chefe do canal CNews em 3 de setembro de 2015, substituindo Céline Pigalle. Em 24 de agosto de 2016 deixou seu cargo de diretor do canal para se dedicar totalmente à escrita.
Guillaume foi o encarregado de investigações no serviço histórico do Exército francês. Publicou quatro livros de não-ficção: o primeiro sobre o Massacre de Orã, em 5 de julho de 1962, chamado Oran, 5 juillet 1962: un massacre oublié. O segundo, Un prêtre à la guerre : le témoignage d'un aumônier parachutiste, com o padre Christian Venard e suas experiências em vários conflitos recentes. O terceiro, La baraque des prêtres: Dachau, 1938-1945, sobre os padres enviados ao campo de concentração de Dachau durante a Segunda Guerra Mundial, publicado no Brasil pela Editora Contexto como O pavilhão dos padres. E o último, Les cages de la Kempeitaï, sobre o golpe de estado japonês ma Indochina, em 1945.